# Pehr Wissén
Pehr Åke Gunnar Wissén, född 1951, är en svensk ekonom.

## Utbildning
Wissén disputerade i finansiell ekonomi vid Handelshögskolan i Stockholm 1983 och erhöll titeln ekonomie doktor.

## Karriär
Wissén var vVD för Handelsbanken 1992–2006, styrelsemedlem i The Institute for Financial Research (SIFR) 2004–2010, vVD för SPP 2006–2008, direktör för Finansmarknadskommittén 2009–2012 och ordförande för Strategiska forskningsstiftelsen 2009–2010. Han är adjungerad professor i finansiell ekonomi vid Handelshögskolan i Stockholm.